# Rebecca Sophia Clarke
Rebecca Sophia Clarke, née le 22 février 1833 et morte le 10 août 1906 à Norridgewock, dans le Maine, également connue sous le nom de Sophie May, est une auteure américaine de fiction pour enfants dont la source d'inspiration principale lui était fournie par ses neveux et nièces. Entre 1860 et 1903, elle écrit 45 livres, son œuvre la plus populaire étant la série Little Prudy. Elle passe la majeure partie de sa vie dans sa ville natale.

## Jeunesse
Rebecca Sophia Clarke est la fille d'Asa et Sophia Clarke, quatrième de leurs six enfants. Elle étudie le grec et le latin à la maison mais fréquente aussi l'école, la Norridgewock Female Academy. Son éducation accomplie et la tenue d'un journal où elle prend consciencieusement note, de neuf à onze ans, des sermons, débats et conférences auxquels elle assiste, la préparent à sa carrière d'écrivain. Elle s'installe à Evansville, Indiana à l'âge de dix-huit ans, afin d'y enseigner, mais doit mettre un terme à sa carrière dix ans plus tard en raison de problèmes d'audition. En 1861, elle retourne dans sa maison familiale du Maine, où elle vit avec sa sœur Sarah Jones Clarke (1840-1929) qui écrit également des livres pour enfants sous le pseudonyme Penn Shirley.

## Carrière littéraire
Les œuvres de Rebecca Sophia Clarke sont publiées sous le pseudonyme "Sophie May", qu'elle utilise dès son premier texte, paru dans le Memphis Appeal en 1861. Sophie est son prénom et May un jeu de mots sur le verbe anglais "pouvoir"  : "... I may write again and I may not..." : "...peut-être écrirai-je encore, peut-être pas..."
Rebecca Clarke était surnommée "la Dickens de la pouponnière". Les enfants de ses livres sont souvent coquins et décomplexés. Elle est l'une des premières à écrire des histoires qui les dépeignent de manière réaliste, avec leur humour, leur imagination et leur malice, à la différence des portraits aussi parfaits que peu crédibles qui prévalaient jusqu'alors. Ses histoires les plus réussies mettent en scène les personnages de Little Prudy, qui font leur apparition dans des nouvelles pour des périodiques pour enfants, comme The Little Pilgrim de l'écrivaine Grace Greenwood et the Congregationalist . Ses nièces  Prudy, Susy et Dotty Dimple constituent la source d'inspiration de ses personnages. La série est ensuite publiée sous forme de livres. Rebecca Clarke contribue à d'autres magazines pour enfants, dont Merry's Museum . De 1861 à 1903, elle écrit quarante-cinq livres, trente-sept d'entre eux correspondant à des séries. Au moins cinq des huit autres s'adressent également aux enfants. Plusieurs ont été traduits en français.

## Dernières années
Rebecca Clarke fait don à la ville de Norridgewock d'un bâtiment afin d'y installer une bibliothèque et d'accueillir une association œuvrant pour le progrès. Elle voyage, passe l'hiver à Baltimore, en Floride ou en Californie. Affaiblie par des problèmes de santé, elle meurt à Norridgewock, à l'âge de 73 ans, le 16 août 1906. Elle est enterrée au cimetière Old Oak. Sa maison de Norridgewock est inscrite au Registre national des lieux historiques.

## Œuvres

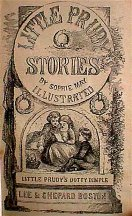
Frontispice de 1868 de Dottie Dimple de Little Prudy (Boston: Lee & Shepard)

- Little Prudy (1864), Sister Suzy (1864), Captain Horace (1864), Cousin Grace (1865), Fairy Book (1865), Dotty Dimple (1868)
- Dotty Dimple at Her Grandmother's (1868), Dotty Dimple Out West (1868), Dotty Dimple at Home (1868), Dotty Dimple at Play (1869), Dotty Dimple at School (1869), Dotty Dimple's Flyaway (1869)
- Little Folks Astray (1870), Prudy Keeping House (1870), Aunt Madge's Story (1871), Little Grandmother (1872), Little Grandfather (1873), Miss Thistledown (1873)
- Flaxie Frizzle (1876), Doctor Papa (1877), Little Pitchers (1878), Twin Cousins (1880), Flaxie's Kittyleen (1883), Flaxie Growing Up (1884)
- Wee Lucy (1894), Jimmy Boy (1895), Kyzie Dunlee (1895), Wee Lucy's Secret (1899), Jimmy, Lucy, and All (1900), Lucy in Fairyland (1901)
- Doctor's Daughter (1871), Our Helen (1874), Asbury Twins (1875), Quinebasset Girls (1877), Janet (1882), In Old Quinnebasset (1891), Joy Bells (1903)
- Kittyleen (1883)
- Drones' Honey (1887),
- Pauline Wyman (1897)
- The Champion's Diamonds (1897)